# Cecili Bió
Cecili Bió, en llatí Caecilius Bion, fou un escriptor d'origen desconegut, però probablement grec, ja que és esmentat per Plini el Vell (Naturalis Historiae, XXVIII) com un dels "auctores externi". Va viure abans del segle i aC, però no se sap en quin segle. Va escriure l'obra titulada Περὶ Δυνάμεων (Sobre les propietats de les plantes i altres medicines) que no es conserva, però que fou una de les fonts de Plini.